# Нариси з моралі, політики та літератури
Нариси з моралі, політики та літератури (англ. Essays, Moral, Political, and Literary) (1758) — це двотомний збірник нарисів (есе) Дейвіда Г'юма. Частина I включає твори з Нариси з моралі та політики, а також два нариси з Чотирьох дисертацій . Зміст цієї частини значною мірою охоплює політичні та естетичні питання. Частина II включає нариси з «Політичних дискурсів» , більшість з яких розробляють економічні теми. Загальна збірка з двох частин з’явилася в рамках більшої збірки творів Г'юма під назвою «Нарис та трактати з кількох тем».  Це було спільне видання з видатним шотландським книготорговцем Олександром Кінкейдом, з яким у книгопродавця Ендрю Міллара були прибуткові, але часом складні стосунки. 
Зміст:
- Моє власне життя, Дейвід Г'юм
- Лист від Адама Сміта, LLD до Вільяма Страхана, есквайру.
- Частина I, Нарис I, ПРО ВИТАНІСТЬ СМАКУ ТА ПРИСТРАСТ
- Частина I, Нарис II, ПРО СВОБОДУ ПРЕСИ
- Частина I, Нарис III, ЩО ПОЛІТИКУ МОЖНА ЗВЕСТИ ДО НАУКИ
- Частина I, Нарис  IV, ПРО ПЕРШІ ПРИНЦИПИ УРЯДУВАННЯ
- Частина I, Нарис V, ПОХОДЖЕННЯ УРЯДУ
- Частина I, Нарис VI, ПРО НЕЗАЛЕЖНІСТЬ ПАРЛАМЕНТУ
- Частина I, Нарис VII, ЧИ БРИТАНСЬКИЙ УРЯД СХИЛЯЄТЬСЯ БІЛЬШЕ ДО АБСОЛЮТНОЇ МОНАРХІЇ ЧИ ДО РЕСПУБЛІКИ
- Частина I, Нарис VIII, СТОРІН ЗАГАЛЬНО
- Частина I, Нарис IX, СТОРІН ВЕЛИКОБРИТАНІЇ
- Частина I, Нарис X, ПРО ЗАБОБОНИ ТА ЕНТУЗІАЗМ
- Частина I, Нарис XI, ГІДНІСТЬ АБО ПІДЛІСТЬ ЛЮДСЬКОЇ ПРИРОДИ
- Частина I, Нарис XII, ГРОМАДЯНСЬКА СВОБОДА
- Частина I, Нарис XIII, ПРО КРАСНОМСТВО
- Частина I, Нарис XIV, ПІДНЯТТЯ ТА РОЗВИТКУ МИСТЕЦТВ І НАУК
- Частина I, Нарис XV, ЕПІКУРЕЄЦЬ
- Частина I, Нарис XVI, СТОЇК
- Частина I, Нарис XVII, ПЛАТОНІСТ
- Частина I, Нарис XVIII, СКЕПТИК
- Частина I, Нарис XIX, ПРО ПОЛІГАМІЮ І РОЗЛУЧЕННЯ
- Частина I, твір XX, ПРОСТОТА ТА ВИШУКАННЯ В ПИСЬМІ
- Частина I, Нарис XXI, НАЦІОНАЛЬНІ ХАРАКТЕРИ
- Частина I, Нарис XXII, ТРАГЕДІЯ
- Частина I, Нарис XXIII, СТАНДАРТ СМАКУ
- Частина II, Нарис I, КОМЕРЦІЇ
- Частина II, Нарис II, ПРО ВИШУКАННЯ В МИСТЕЦТВАХ
- Частина II, Нарис III, ПРО ГРОШІ
- Частина II, твір IV, ЦІКАВИНКА
- Частина II, Нарис V, ТОРГІВЕЛЬНИЙ БАЛАНС
- Частина II, Нарис VI, ПРО ТОРГІВЛІ РЕВНОСТІ
- Частина II, Нарис VII, ПРО БАЛАНС СИЛ
- Частина II, Нарис VIII, ПРО ПОДАТКИ
- Частина II, Нарис IX, ДЕРЖАВНИЙ КРЕДИТ
- Частина II, Нарис X, ПРО ДЕЯКІ ЧУДОВІ ЗВИЧАЇ
- Частина II, Нарис XI, НАСЕЛЕНОСТІ СТАРОДАВНІХ НАЦІЙ
- Частина II, Нарис XII, ПЕРВОНАЧАЛЬНОГО КОНТРАКТУ
- Частина II, Нарис XIII, ПАСИВНА ПОСЛУХНА
- Частина II, Нарис XIV, КОАЛІЦІЯ ПАРТІЙ
- Частина II, Нарис XV ПРОТЕСТАНТСЬКОГО НАЄМОДСТВА
- Частина II, Нарис XVI, ІДЕЯ ДОСКОНАЛОЇ РІЧІ ПОСПОЛИТОЇ
- Частина III, Нарис І, ПРО НАПИСАННЯ НАРИСІВ
- Частина III, Нарис II, ПРО МОРАЛЬНІ УДЕРЖЕННЯ
- Частина III, Нарис III, СЕРЕДИННА СТАНЦІЯ ЖИТТЯ
- Частина III, твір IV, ПРО НАХАЛЬНІСТЬ І СКРОМНІСТЬ
- Частина III, Нарис V, ПРО КОХАННЯ І ШЛЮБ
- Частина III, Нарис VI, ВИВЧЕННЯ ІСТОРІЇ
- Частина III, Нарис VII, ПРО ЖАРІБНІСТЬ
- Частина III, Нарис VIII, ХАРАКТЕР СЕРА РОБЕРТА ВОЛПОУЛА
- Частина III, Нарис IX, ПРО САМОГУБИСТ
- Частина III, Нарис X, ПРО БЕЗСМЕРТЯ ДУШІ